# Henry Cass
Henry Cass (Londres, 24 de junio de 1903 – 15 de marzo de 1989) fue un director de cine británico, especialmente prolífico en dos géneros antagónicos, el cine de terror y la comedia. Anteriormente, trabajó como actor, y también fue un prolífico director de teatro clásico en el Old Vic en la década de 1930.

## Biografía
En 1923, Lee DeForest filmó a Cass para un cortometraje titulado Henry Cass Demonstration Film, realizado en el proceso de sonido sobre película Phonofilm de DeForest. La película se presentó en la Engineers Society de Nueva York el 12 de abril de 1923 y se estrenó en el Teatro Rivoli de Nueva York el 15 de abril de 1923 con otros 17 cortos de Phonofilms.
Estaba casado con la actriz Joan Hopkins.

## Filmography
- Lancashire Luck (1937)
- 29 Acacia Avenue (1945)
- The Glen Is Ours (1946)
- La montaña de cristal (1949), codirigida con Edoardo Anton.
- No Place for Jennifer (1950)
- Last Holiday (1950)
- Young Wives' Tale (1951)
- Castle in the Air (1952)
- Father's Doing Fine (1952)
- Breakaway (1955)
- Windfall (1955)
- Reluctant Bride (1955)
- No Smoking (1955)
- Bond of Fear (1956)
- High Terrace (1956)
- Professor Tim (1957)
- The Crooked Sky (1957)
- Booby Trap (1957)
- La sangre del vampiro (1958)
- Man Who Couldn't Walk (1960)
- The Hand (1960)
- Boyd's Shop (1960)
- Mr. Brown Comes Down the Hill (1965)
- Give a Dog a Bone (1965)
- Happy Deathday (1968)